# University of Saint Thomas (Houston)
La University of Saint Thomas è un'università privata di indirizzo cattolico con sede a Houston, nello stato americano del Texas.
L'università, intitolata a san Tommaso d'Aquino, fu inaugurata nel 1947 dai Preti di San Basilio su invito di Christopher Edward Byrne, vescovo di Galveston.